# Pali (Madhya Pradesh)
Pali es una localidad de la India en el distrito de Umaria, estado de Madhya Pradesh.

## Geografía
Se encuentra a una altitud de 465 m s. n. m. a 480 km de la capital estatal, Bhopal, en la zona horaria UTC +5:30.

## Demografía
Según estimación 2010 contaba con una población de 21 679 habitantes.
Los hombres constituyen el 52% de la población y las mujeres el 48%. Pali tiene una tasa de alfabetización promedio del 60%, superior al promedio nacional del 59.5%: la alfabetización masculina es del 70% y la alfabetización femenina es del 50%. En Pali, el 16% de la población es menor de 6 años.